# Una mujer en Berlín
Una mujer en Berlín (en alemán: Eine Frau in Berlin) es libro autobiográfico de la periodista alemana Marta Hillers, aunque originalmente fue publicado de forma anónima en 1954. La identidad de Hillers como autora no fue revelada hasta 2003, después de su muerte. Las memorias cubren el período comprendido entre el 20 de abril y el 22 de junio de 1945 en Berlín durante la captura y ocupación de la ciudad por el Ejército Rojo. La obra describe la violación generalizada de civiles por parte de soldados soviéticos, incluida la violación de la autora. También analiza el enfoque pragmático de una mujer hacia la supervivencia, que implicaba depender de los oficiales soviéticos para su protección.

## Contexto del libro

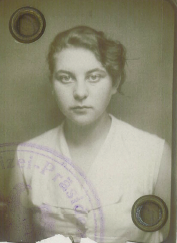
Fotografía de Marta Hillers en 1931.

Hillers mostró su manuscrito a sus amigos y el autor Kurt Marek (C. W. Ceram) organizó la traducción del libro al inglés (por James Stern) y su publicación en los Estados Unidos en 1954. Hillers no figuraba como autora, sino que se publicó como un libro con autora anónima, a petición suya. También escribió una introducción, fechada en agosto de 1954. La primera edición en inglés apareció en los Estados Unidos, donde tuvo mucho éxito, y fue seguida rápidamente por traducciones al holandés, italiano, danés, sueco, noruego, español y japonés.
Hillers se casó y se mudó desde Alemania hasta Ginebra, Suiza, en la década de 1950. Su libro fue publicado por primera vez en alemán en 1959 por la firma suiza Helmut Kossodo. A diferencia de la versión en inglés, el libro en Alemania fue ignorado o criticado. Es probable que esto se haya debido a que era demasiado pronto para examinar el sufrimiento alemán, y algunos lectores se horrorizaron ante el pragmatismo de las mujeres alemanas que tomaban a oficiales soviéticos como protección. Incluso se la acusó de manchar el honor de las mujeres alemanas. A su vez, el libro señala el alcance indiscutible de las violaciones en Berlín, como lo demuestran también los documentos de los hospitales de la época, que se mencionan unos 100.000 casos. Se estima que 2 millones de mujeres fueron víctimas de violaciones en Alemania durante el período de la ocupación del Ejército Rojo. Fue debido a la mala recepción que tuvo en su país de origen, que ella se negó a publicar otra edición de la obra durante su vida.
En el año 2003, dos años después de la muerte de Hillers, se publicó nuevamente en Alemania una nueva edición del libro, también de forma anónima. Sin embargo, esta vez y 50 años después de la primera edición, recibió grandes elogios de la crítica y estuvo en las listas de best seller durante más de 19 semanas. En esta oportunidad, se dio a conocer la identidad de la autora anónima como la periodista alemana Marta Hillers, que había muerto en 2001. Esta revelación provocó una controversia literaria y se exploraron cuestiones sobre la autenticidad del libro. Sin embargo, varios estudios, como por ejemplo del historiador británico Antony Beevor, demostraron la autenticidad del mismo.
El libro fue adaptado como largometraje alemán de 2008 con el título Anonyma – Una mujer en Berlín (en alemán: Anonyma – Eine Frau in Berlin), dirigido por Max Färberböck y protagonizado por Nina Hoss. Fue lanzado en los Estados Unidos en 2008.